# Новоолександрівка (Луганський район)
Новоолександрівка — селище в Молодогвардійській громаді Луганського району Луганської області України. З 2014 року є окупованим.

## Географія
Географічні координати: 48°16' пн. ш. 39°38' сх. д. Часовий пояс — UTC+2. Загальна площа селища — 766,5 га.
Селище розташоване у східній частині Донбасу за 12 км від районного центру міста Краснодон. Найближча залізнична станція — Встрєчна, за 1 км. Через селище протікають річки Довжик і Велика Кам'янка.

## Історія
Наприкінці XVII століття запорізький козак Сорока поклав початок поселенню в заплаві р. Кам'янка. Так виникли хутори Теплянський, Проциків, Сорокине та інші. На цих хуторах знаходились опорні пункти проти кримських татар.
У XVII — на початку XIX століття головним заняттям жителів було сільське господарство. Землі, розташовані навколо поселення належали кільком поміщикам, а хутір Проциків — поміщику Процику. З народженням у поміщика сина Олександра хутір Проциків було перейменовано в Олександрівку.
Селянські господарства були бідними, а панщину доводилось відробляти з ранку до вечора. В один із вечорів 1861 року у Новоолександрівці з'явилася бричка з трьома кіньми. Він оголосив мешканцям новину: «Царь дарует всем свободу». Проте селяни отримали найгірші наділи землі, приблизно по 1,5 десятини на душу населення, та були змушені орендувати землі в поміщика. Поступово більша частина земель зосередилась у багатіїв.
Наприкінці XIX століття в Новоолександрівці виникли дрібні шахти. Місцеве населення здавна використовувало вугілля для ковальства. Техніка на шахтах була дуже примітивною, тому більшість робіт виконувалась вручну, а оплата праці при цьому була низькою.
У 1880 році на річці Кам'янка побудовано перший водяний млин.
У 1903 році в селищі розпочалося будівництво церкви.
Напередодні революції 1905–1907 роках в Новоолександрівці налічувалось близько 300 дворів. Під час революції в селище прийшла звістка про боротьбу робітників Ростова-на-Дону. Є. Акименко разом з іншими односельцями організував загін для допомоги робітникам Ростова. Проте повстання було придушене і 30 мешканців Новоолександрівки відправлено до Сибіру. З них троє повернулося після Жовтневої революції до рідного селища.
У 1914 році побудовано ще один млин, а на околицях Новоолександрівки відкрито великі шахти, якими володів Ярмаркін. Більшість жителів селища пішла працювати шахтарями.
Перша світова війна торкнулася і Новоолександрівки. Багато мешканців воювало на фронтах, чимало з них загинуло.
За адміністративним поділом до встановлення радянської влади Новоолександрівка входила до Краснянської волості Ровенецького повіту Таганрозького округу області війська Донського.

## Населення
За даними перепису 2001 року населення смт становило 1730 осіб, з них 45,55% зазначили рідною мову українську, 54,45% — російську.

## Соціальна сфера
На території селища діють ЗОШ I-III ступенів, амбулаторія, будинок культури, бібліотека, відділення поштового зв'язку.

## Пам'ятки
- Братська могила червоноармійців та радянських воїнів (сквер біля клубу).